# Hans Eklund
Hans Eklund (né le 16 avril 1969 à Mönsterås en Suède) est un footballeur suédois, aujourd'hui entraîneur.

## Biographie

### Carrière de joueur
Eklund commence sa carrière dans le club local du Mönsterås GIF. 
En 1987, il part pour jouer pour l'Östers IF. Avec 16 buts inscrits lors de la saison 1992, il est sacré meilleur buteur de l'Allsvenskan. Il reste à Östers jusqu'en 1997, année où il part tenter sa chance en Suisse dans le club genevois du Servette FC. 
Il part ensuite en Chine dans l'équipe du Dalian Wanda, avant de passer par le Viborg FF au Danemark. Eklund aide le club de Viborg à remporter son premier trophée national, lorsqu'il inscrit le seul but du match Viborg contre Aalborg BK en finale de la Coupe du Danemark 2000. 
Il retourne ensuite au pays, pour jouer à Helsingborgs IF et met un terme à sa carrière en 2003.

### Carrière d'entraîneur
À la fin de sa carrière de joueur, Eklund est nommé entraîneur de l'équipe jeune de son dernier club de l'Helsingborgs IF. Il est ensuite promu entraîneur-assistant de l'équipe senior. 
En novembre 2007, il prend les rênes de son ancienne équipe danoise du Viborg FF. Il est limogé en avril 2009 pour cause de résultats mitigés. 
En décembre 2009, il est nommé entraîneur du Landskrona BoIS, où il travaille en tant qu'assistant.